# 磺港漁港
磺港漁港，是一座位於新北市金山區的第二類漁港，為金山區漁會規模最大漁港。以有傳統捕魚技法「蹦火仔」漁船聞名。位於北海岸風景特定區內。

## 沿革
磺港漁港位於原北磺溪出海口和金山岬獅頭山西南側，由於獅頭山為厚層砂岩所組成，阻擋了強勁的東北季風的直接吹襲，形成良好的避風港。
17世紀西班牙佔領臺灣北部，開採大屯山的硫磺後以此為港口來運輸，因而得名「磺港」。
清領時期磺港即有漁村，當地漁民利用魚路古道挑著漁獲走到臺北士林、大稻埕販售。
日據時代即利用磺溪沿岸地形設置護岸以利停靠漁船。唯受到河與海岸漂砂之影響，需經常清淤以利船行。
1982年台北縣政府提出磺溪截彎取直之構想委託專業單位辦理規劃及水工試驗，以解決磺港漁港的淤積問題。港區則於1987至1989年間陸續修建防波堤、防砂堤與部分碼頭。磺溪改道於1994年獲水利單位同意，1995年度開始正式進行磺溪出海口分流改道計畫，共計興建河堤及丁壩約970公尺，目前磺溪改道計畫採分流排水，原河道仍保留，平時磺溪由新河道排水，溪水暴漲時，部份則由原河道分洪。1998年興建南側碼頭、護岸、停車場、公園綠地、道路、道路與排水設施、自來水設施、電力及電信管線埋設等。1999年興建磺港大橋以利港區對外交通之聯繫，2000至2002年陸續興建東、西突堤碼頭，港區道路、東防波堤外側補拋消波塊、南突堤碼頭等設施。
2002年10月漁業署補助金山區漁會於磺港漁港鑿井經費，並成功鑿取到碳酸溫泉水源。2008年遠東鐵櫃鋼鐵集團與金山區漁會合作、漁業署補助於港區內興建金山海灣溫泉會館，2012年正式啟用，成為全國首個擁有溫泉休閒功能之漁港。2020年曾因新冠肺炎疫情停業，隔年重新開張。
磺港主要以延繩釣漁業為大宗，少數從事火誘網漁業（蹦火仔）。漁獲以石斑、黑喉、嘉臘、赤鯮、馬頭魚、火口魚、白鯧、黑口魚、透抽（小卷）、白口、花魚、花枝等為主。

## 蹦火仔

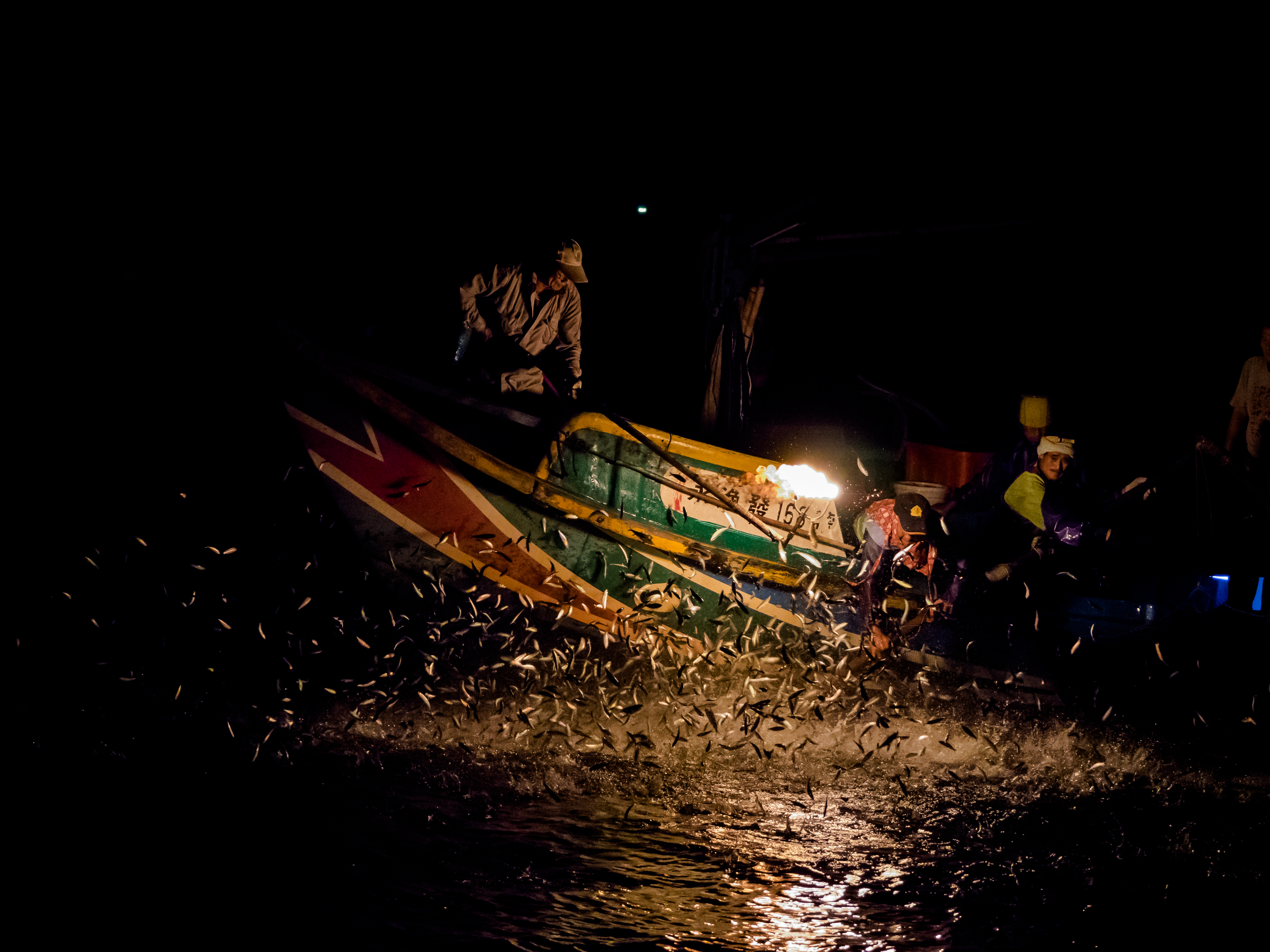
蹦火仔

流傳自巴賽族原住民的「焚寄叉手網漁法」，俗稱「蹦火仔」。在每年夏季，夜行出海的漁船會燃燒加水的電石（碳化鈣）所產生的乙炔點亮海面，運用趨光性引誘青鱗魚、苦蚵魚。為金山八景之「磺港漁火」，全臺僅磺港保留此傳統技法，在2015年被登錄為新北市文化資產。

## 周邊
- 金山青年活動中心
- 磺港漁港安檢所
- 金山海灣溫泉會館
- 磺港公共浴室[16]
- 獅頭山公園
- 金山區漁會
- 磺港大橋
- 魚路古道
- 磺港硫磺交易所遺址
- 燭臺雙嶼

## 外部連結
- 休閒漁港——磺港海象 中央氣象局 （页面存档备份，存于）